# 高梁碧
高梁碧（1979年8月8日—）是日本女性配音員。Kenyu Office所屬。埼玉縣出身。血型A型。舊名為高橋裕子，以前加入過青二Production。於2017年1月1日與聲優立花慎之介結婚。

## 演出作品

### 電視動畫
2001年
- 心之圖書館（カージーズエンジェル）

2004年
- 北方戀曲（白石果鈴）

2007年
- ZOMBIE-LOAN（學生A、女子A、他）
- 爆丸（風見栞、城治的母親）
- 南家三姊妹（理子）

2008年
- 南家三姊妹 ～再來一碗～（理子、播報員）

2009年
- 明日的與一！（女學生C）
- 機巧魔神2（鳳鳥冰羽子、姫笹、姫笹·妹）
- 南家三姊妹 歡迎回家（理子）
- BASQUASH!（街道的少女）
- 瑪莉亞†狂熱（親衛隊2、女學生C）
- 戰鬥陀螺 鋼鐵奇兵（隆、少年）

2010年
- 江戶盜賊團五葉（阿絹、遊女）
- 寶石寵物 Twinkle☆（茱莉娜、名倉麻衣）
- 每日媽媽（神奈母）

2011年
- 青之驅魔師（朴朔子）
- 聖痕鍊金士II（樓樓的母親）
- 瑪莉亞†狂熱 ALIVE（親衛隊B、宿舍生B）
- 靈異E接觸（沙琪公主）

2012年
- 軍火女王（梅納斯）
- 軍火女王Perfect Order（梅納斯）

2013年
- 王者天下（摎）
- 南家三姊妹 我回來了（理子）
- 約會大作戰（日下部燎子）
- 寶石寵物 Twinkle☆特別篇（茱莉娜、名倉麻衣）

2014年
- 健全機鬥士（嘉數知惠子）
- 約會大作戰II（日下部燎子）

2018年
- Fate/EXTRA Last Encore（少女警官）

2019年
- 海盜戰記（赫爾加）

### OVA
- 水星領航員 The OVA ～ARIETTA～（夢中的新人）
- 聖痕鍊金士 ～女帝的肖像～（樓樓的母親）
- 南家三姊妹 久候多時（理子）
- 南家三姊妹 暑假（理子）

### 遊戲
- 處女愛上姊姊 2人的姊姊（妃宮千早）
- 約會大作戰 烏托邦凜禰（日下部燎子）
- 戀愛0公里 Portable、戀愛0公里 V（木之本希櫻）
- 問答RPG 魔法使與黑貓維茲 (CODE：θ《唯炎》、CODE：θ《盡焦》、CODE：良日貴神《孤獨之炎》、CODE：良日貴神《抑鬱之光》、AbCd-Θ：《夜藝盡焰天 良日貴神》)

### 外語配音
- 極品前男友
- 康乃狄克鬼屋事件（梅亞莉）
- 伊甸園之東（國盈蘭）
- 神奇小子
- 絕地奶霸：唬父無犬子
- 檸檬大嘴巴

## 外部連結
- 事務所簡歷
- 【碧草子】 （页面存档备份，存于）（部落格）
- 高梁碧的X（前Twitter）